# Эпицентр (футбольный клуб)
«Эпице́нтр» (укр. Епіцентр) — украинский футбольный клуб из города Каменец-Подольский Хмельницкой области, выступающий в Первой лиге чемпионата Украины. До 2022 года представлял город Дунаевцы. Домашние матчи проводит на стадионе им. Г. Тонкочеева. В структуру клуба также входит футзальная команда.

## Названия
- 1960—1961 — «Колхозник»
- 1991—1992 — «Текстильщик»
- 1992—1993 — «Тернава»
- 1993—2006 — «Нива-Текстильщик»
- 1997—1998 — «Колос-Текстильщик» (в любительском чемпионате Украины)
- 2007 — «ИНАПиК»
- 2008 — «ПТП ИНАПиК»
- 2009—2013 — «Верест-ИНАПиК»
- 2014—2019 — «Дунаевцы»
- 2019—2022 — «Эпицентр» (Дунаевцы)
- 2022—н. в. — «Эпицентр» (Каменец-Подольский)

## История
Годом основания клуба считается 1960. Именно в этом году команда «Колхозник», представлявшая Дунаевцы, стала бронзовым призёром чемпионата Хмельницкой области. В следующем году коллектив завоевал серебряные награды областного первенства, уступив только каменец-подольскому «Авангарду».
С обретением Украиной независимости, в 1992 году в областном чемпионате стартовала дунаевецкая команда «Текстильщик». Клуб сменил несколько названий и несколько раз снимался с соревнований, однако, при поддержке местных властей, возобновлял деятельность и регулярно участвовал в чемпионате области. В 1994 году, под названием «Нива-Текстильщик» команда впервые стала чемпионом Хмельнитчины. В 1997 году дунаевецкий клуб дебютировал в чемпионате Украины среди любительских команд, где выступал под названием «Колос-Текстильщик» (несмотря на то, что, в областных соревнованиях команда продолжала называться «Нива-Текстильщик»). Свой первый сезон на всеукраинском уровне коллектив до конца не доиграл, снявшись с чемпионата в мае 1998 года, однако, уже в следующем году команда снова заявилась на любительский чемпионат Украины. Выступая параллельно в областном и любительском чемпионатах, клуб собрал полный комплект наград регионального первенства, снова став чемпионом области в 2004 году. Тем не менее, на всеукраинском уровне команда выступала не регулярно и каких-либо значительных успехов не добивалась.
В 2007 году инвестором команды стала киевская строительная фирма «ИНАП и К», а позже к числу титульных спонсоров добавилось местное мясоперерабатывающее предприятие «Верест». Обретя новые источники финансирования (а с ними — и новое название) клуб стал постоянным участником любительского чемпионата Украины на протяжении трёх сезонов подряд, а в чемпионате области трижды становился серебряным призёром. Тем не менее, со временем денежные запасы иссякли и команда стала выступать только в областных соревнованиях, в 2011 году попав в первую лигу чемпионата Хмельницкой области, а в сезонах 2012 и 2013 годов и вовсе не заявившись для участия в чемпионате.
В 2014 году клуб переходит на баланс Дунаевецкого городского совета и заявляется на предстоящий сезон областного первенства под названием «Дунаевцы». Под новым именем команда в течение пяти лет участвовала в чемпионате Хмельницкой области, трижды останавливаясь в шаге от бронзовых наград. В 2019 году клуб был приобретён Александром Герегой — одним из владельцев на тот момент наибольшей в Украине сети строительных супермаркетов «Эпицентр». Вместе с новым спонсором поменялись и название команды с клубными цветами, а в дебютном сезоне обновлённая команда стала чемпионом и обладателем Кубка области. Также «Эпицентр» вновь стал выступать в любительском чемпионате, в сезоне 2019/20 завоевав серебряные награды первенства, лишь в финале чемпионата уступив «Виктории» из Николаевки в серии пенальти. Летом 2020 года стало известно, что клуб успешно прошёл аттестацию Профессиональной футбольной лиги и получил право выступать во второй лиге Украины. Свой дебютный матч в статусе профессионального клуба «Эпицентр» провёл 30 августа 2020 года, на домашнем стадионе «Колос» победив львовские «Карпаты» в поединке 1/64 Кубка Украины, со счётом 4:0.
В своём первом сезоне профессиональном уровне клуб остановился в шаге от повышения в классе, заняв 4-е место в турнирной таблице своей группы. Осеннюю часть следующего чемпионата «Эпицентр» завершил на 5-й позиции, а затем розыгрыш был прерван в связи со вторжением в Украину российских войск. Сезон 2022/23 команда начала уже в первой лиге. Тогда же, летом 2022 года клуб переехал из Дунаевцев в Каменец-Подольский

## Стадион

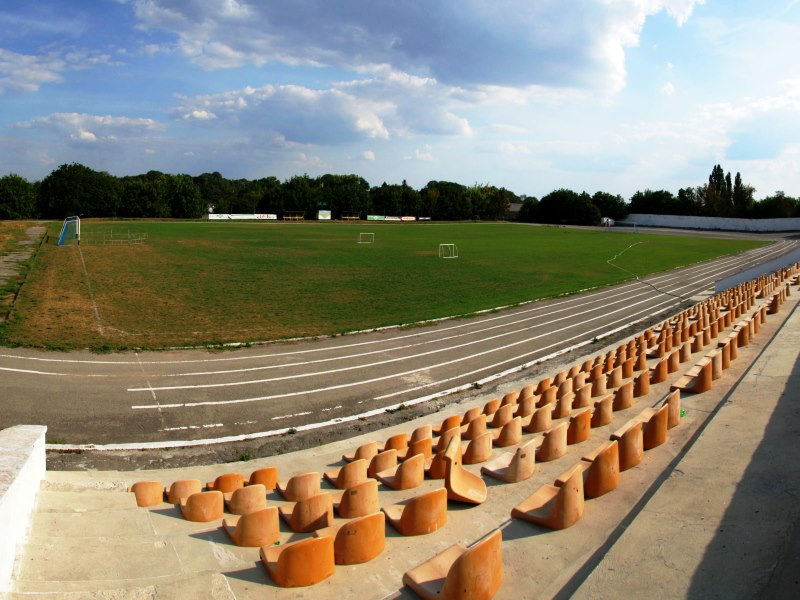
Стадион «Колос» (Дунаевцы) в 2017 году

Во время базирования в Дунаевцах, и некоторое время после переезда в Каменец-Подольский, домашней ареной команды являлся стадион «Колос», построенный в 1962 году и реконструированный в 2015 и 2019 годах. В 2019, в период проведения строительных работ на родном стадионе, команда принимала гостей на стадионах «Товтры» в Чемеровцах и «Подолье» в Васильковцах. Начиная с весны 2023 года клуб выступает на стадионе им. Григория Тонкочеева в Каменце-Подольском

## Достижения
- Чемпионат Хмельницкой области
  - Победитель (3): 1994, 2004, 2019
  - Серебряный призёр (5): 1961, 2000, 2007, 2008, 2009
  - Бронзовый призёр (3): 1960, 1999, 2001
- Кубок Хмельницкой области
  - Обладатель (2): 2019, 2020
- Любительский чемпионат Украины
  - Серебряный призёр: 2019/20

## Эмблема

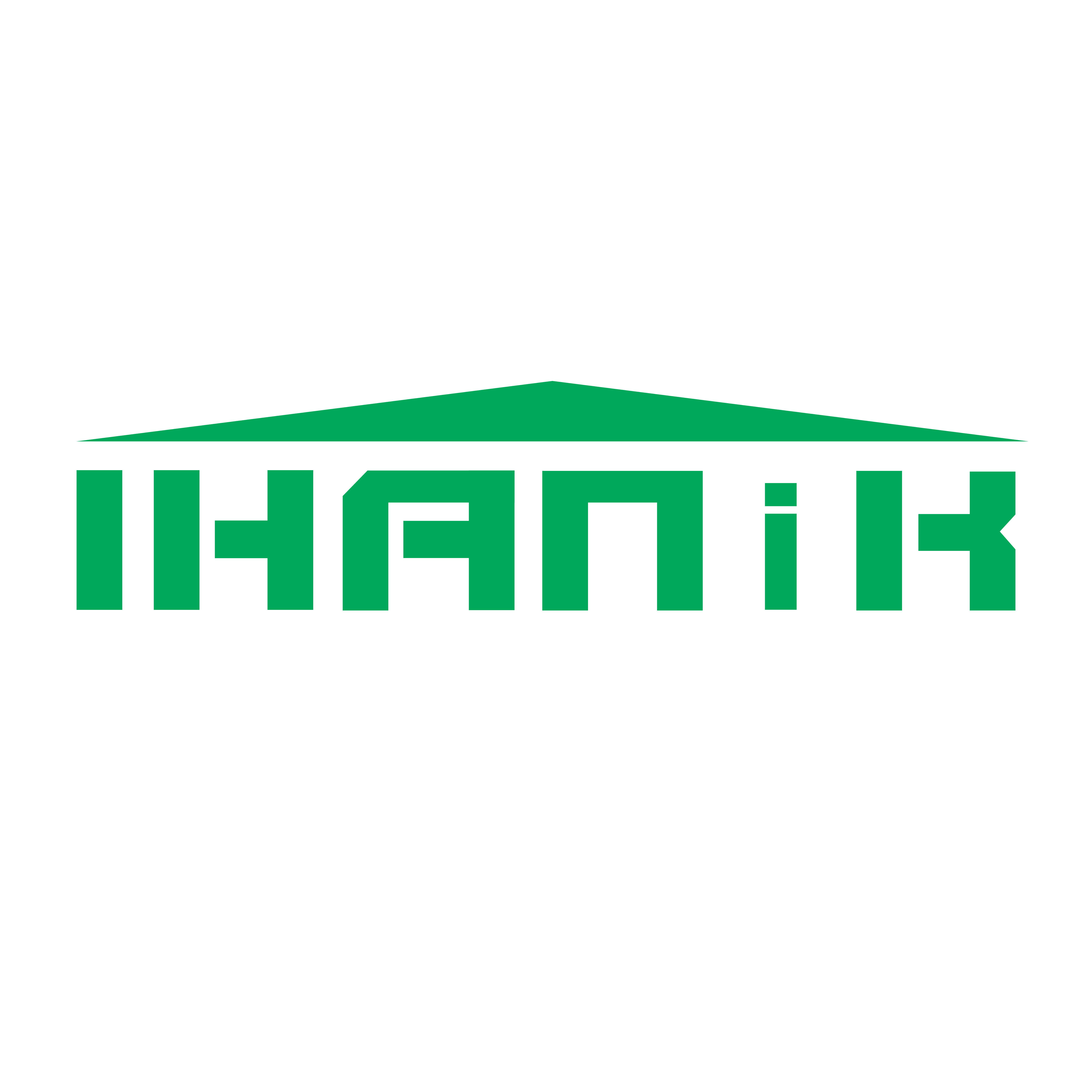
2007—2013
2021—2022

## Состав
| 1  | Флаг Украины | Вр  | Сергей Чернобай   | 1992 |  |  |  |  |  |
| 16 | Флаг Украины | Вр  | Роман Жмурко      | 1997 |  |  |  |  |  |
| 30 | Флаг Украины | Вр  | Глеб Бушняк       | 2006 |  |  |  |  |  |
| 31 | Флаг Украины | Вр  | Олег Билык        | 1998 |  |  |  |  |  |
| 37 | Флаг Украины | Вр  | Арсений Вавшко    | 2005 |  |  |  |  |  |
|    |              |     |                   |      |  |  |  |  |  |
| 3  | Флаг Украины | Защ | Степан Григоращук | 2001 |  |  |  |  |  |
| 4  | Флаг Украины | Защ | Владислав Мороз   | 2001 |  |  |  |  |  |
| 6  | Флаг Украины | Защ | Глеб Савчук       | 2003 |  |  |  |  |  |
| 22 | Флаг Украины | Защ | Владислав Кристин | 2001 |  |  |  |  |  |
| 77 | Флаг Испании | Защ | Ниль Кок          | 1998 |  |  |  |  |  |
| 97 | Флаг Украины | Защ | Александр Климец  | 2000 |  |  |  |  |  |
|    |              |     |                   |      |  |  |  |  |  |
| 5  | Флаг Украины | ПЗ  | Евгений Запорожец | 1994 |  |  |  |  |  |
| 7  | Флаг Украины | ПЗ  | Иван Бендера      | 2003 |  |  |  |  |  |

| 8  | Флаг Украины | ПЗ  | Николай Миронюк          | 2002 |  |  |  |  |  |
| 9  | Флаг Испании | ПЗ  | Хоакинете                | 1997 |  |  |  |  |  |
| 10 | Флаг Украины | ПЗ  | Андрей Беженар (капитан) | 1991 |  |  |  |  |  |
| 11 | Флаг Украины | ПЗ  | Станислав Кристин        | 2001 |  |  |  |  |  |
| 14 | Флаг Украины | ПЗ  | Денис Янаков             | 1999 |  |  |  |  |  |
| 17 | Флаг Украины | ПЗ  | Егор Демченко            | 1997 |  |  |  |  |  |
| 28 | Флаг Украины | ПЗ  | Андрей Липовуз           | 1998 |  |  |  |  |  |
| 34 | Флаг Украины | ПЗ  | Владимир Танчик          | 1991 |  |  |  |  |  |
| 39 | Флаг Испании | ПЗ  | Хон Себерио              | 1996 |  |  |  |  |  |
| 98 | Флаг Украины | ПЗ  | Андрей Ляшенко           | 1998 |  |  |  |  |  |
|    |              |     |                          |      |  |  |  |  |  |
| 19 | Флаг Украины | Нап | Иван Демиденко           | 2003 |  |  |  |  |  |
| 20 | Флаг Украины | Нап | Вадим Сидун              | 2005 |  |  |  |  |  |
| 23 | Флаг Украины | ПЗ  | Андрей Борячук           | 1996 |  |  |  |  |  |

## Руководство
- Почётный президент клуба: Александр Герега
- Президент: Иван Черноног
- Директор: Николай Кулик
- Начальник команды: Владимир Игнатьев

### Тренерский штаб
- Главный тренер: Сергей Нагорняк
- Тренер: Олег Надуда
- Тренер вратарей: Вадим Боженко

## Главные тренеры
- Владимир Монастырский (1993—2006)
- Николай Кулик (2007—2009)
- Сергей Игнатьев (2009—2015)
- Владимир Игнатьев (2015—2019)
- Игорь Бадло (2019—2021)
- Олег Надуда (2021—2022)
- Сергей Нагорняк (2022—н. в.)